# Consciência de cor
Consciência de cor é uma teoria que afirma que a igualdade perante a lei é insuficiente para lidar com as desigualdades raciais na sociedade. Ela rejeita o conceito de diferenças raciais fundamentais, mas sustenta que diferenças físicas como a cor da pele podem e impactam negativamente as oportunidades de vida de algumas pessoas.  O Juiz da Suprema Corte Harry Blackmun em 1978, declarou: "Para superar o racismo, devemos primeiro levar em conta a raça. Não há outra maneira. E para tratar algumas pessoas igualmente, devemos tratá-las de forma diferente". (Caso Regents of the University of California v. Bakke).